# Vera Komisova
Vera Jakovlevna Komisova (Russisch: Вера Яковлевна Комисова) (Leningrad, 11 juni 1953), is een voormalige Russische atlete, die was gespecialiseerd in het hordelopen. Ze werd olympisch kampioene in deze discipline.

## Loopbaan
Op de Olympische Spelen van 1980 in Moskou won Komisova een gouden medaille op de 100 m horden. Met een verbetering van het olympisch record tot 12,56 s bleef ze de Oost-Duitse Johanna Klier (zilver; 12,63) en de Poolse Lucyna Langer (brons; 12,56) voor. Ook op de estafette was ze succesvol en viel ze in de prijzen. Met haar teamgenotes Ljoedmila Maslakova, Vera Anisimova en Natalja Botsjina won ze met een finishtijd van 42,10 een zilveren medaille op de 4 x 100 m estafette. Deze wedstrijd werd gewonnen door de DDR in de wereldrecordtijd van 41,60.
In haar actieve tijd was Vera Komisova aangesloten bij Zenit St. Petersburg.

## Titels
- Olympisch kampioene 100 m horden - 1980

## Persoonlijke records
| Onderdeel    | Prestatie | Datum           | Plaats |
| ------------ | --------- | --------------- | ------ |
| 100 m        | 11,26 s   | 1980            |        |
| 100 m horden | 12,39 s   | 5 augustus 1980 | Rome   |

## Palmares

### 100 m horden
- 1980:  OS - 12,56 s (OR)

### 4 x 100 m estafette
- 1980:  OS - 42,10 s

1972: Annelie Ehrhardt ·
1976: Johanna Schaller ·
1980: Vera Komisova ·
1984: Benita Fitzgerald-Brown ·
1988: Jordanka Donkova ·
1992: Voula Patoulidou ·
1996: Ludmila Engquist ·
2000: Olga Sjisjigina ·
2004: Joanna Hayes ·
2008: Dawn Harper ·
2012: Sally Pearson ·
2016: Brianna Rollins ·
2020: Jasmine Camacho-Quinn ·
2024: Masai Russell